# Darbhanga (Distrikt)
Der Distrikt Darbhanga (Hindi दरभंगा जिला, Urdu دربھنگہ ضلع) ist ein Distrikt im indischen Bundesstaat Bihar. Sitz der Verwaltung ist die Stadt Darbhanga.

## Geschichte

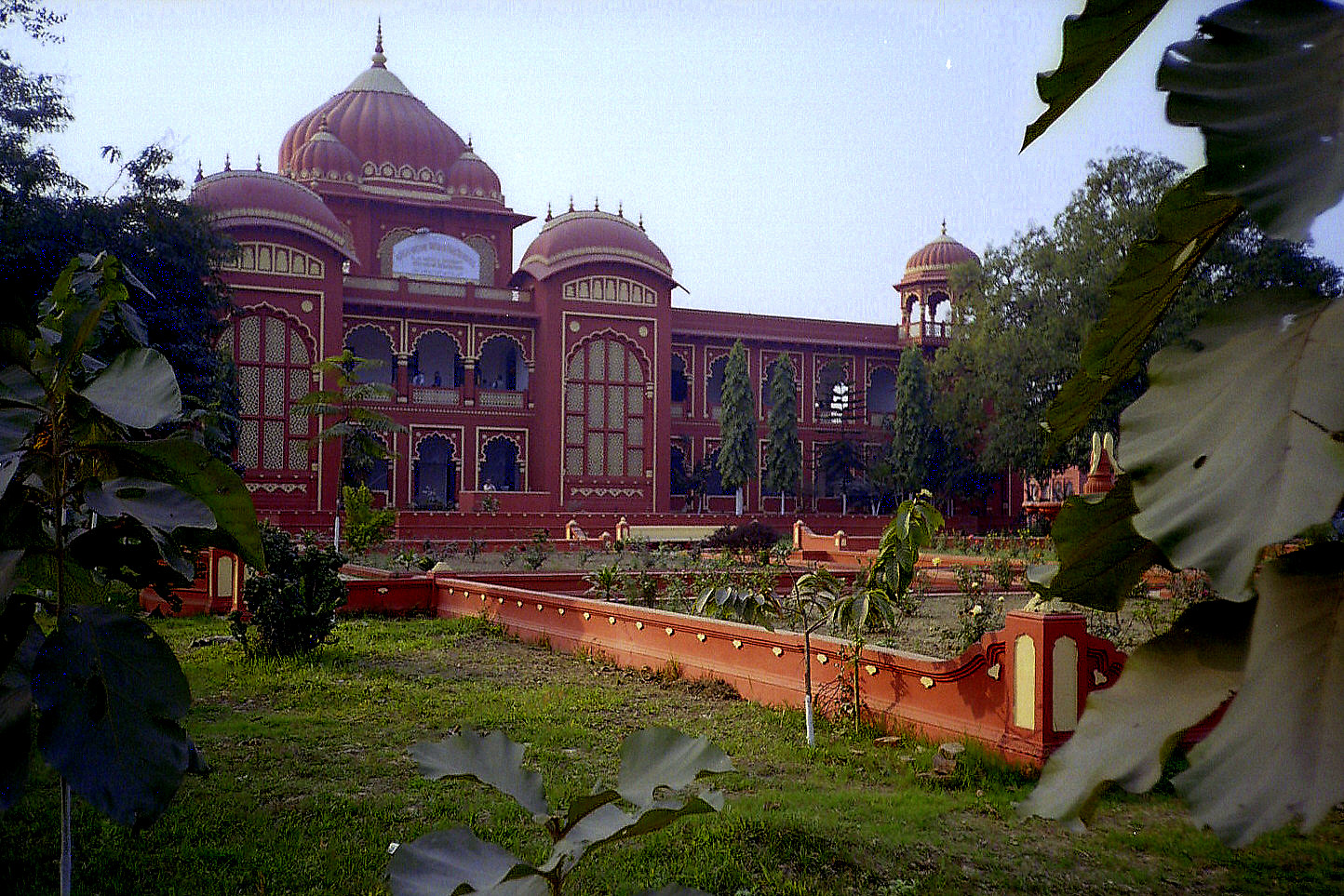
Palastanlage in der Stadt Darbhanga

Seit der Schlacht von Buxar 1764 befand sich Bihar de facto unter der Oberhoheit der Britischen Ostindien-Kompanie. Die Gegend war zunächst Teil des Distrikts Tirhut. Der Distrikt Tirhut wurde am 1. Januar 1875 in die beiden Distrikte Muzaffarpur und Darbhanga (in historischer Schreibweise: Darbhangah) aufgeteilt. Der Distrikt Darbhanga bestand auch im unabhängigen Indien (ab 1947) fort und kam zum Bundesstaat Bihar. 1972 wurden die Subdivisionen Madhubani und Samastipur abgetrennt und zu eigenen Distrikten.

## Bevölkerung
Die Einwohnerzahl lag bei der Volkszählung 2011 bei 3.937.385. Die Bevölkerungswachstumsrate im Zeitraum von 2001 bis 2011 betrug 19,47 % und lag damit sehr hoch. Darbhanga wies ein Geschlechterverhältnis von 911 Frauen pro 1000 Männer und damit einen deutlichen Männerüberschuss auf. Der Distrikt hatte 2011 eine Alphabetisierungsrate von 56,56 %, was einer Steigerung um knapp 12 Prozentpunkte gegenüber dem Jahr 2001 entsprach. Die Alphabetisierung lag damit unter dem nationalen Durchschnitt (74,0 %) und auch unter dem von Bihar (61,8 %). 77,3 % der Bevölkerung waren Hindus und 22,4 % Muslime. Im Distrikt ist die Sprache Bhojpuri verbreitet.
Lediglich 9,7 % der Bevölkerung lebten 2011 in Städten. Die größte Stadt war Darbhanga mit 296.039 Einwohnern.

## Wirtschaft
Der Distrikt ist landwirtschaftlich geprägt und verfügt über fruchtbare Böden. Aufgrund der intensiven landwirtschaftlichen Nutzung und dichten Besiedelung sind sämtliche Wälder in der Vergangenheit gerodet worden und es gibt nur noch kleine Restbestände an Bäumen (Indischer Palisander – Sisam, Capparis decidua – Khair, Palmyrapalme, Echte Dattelpalme – Khajur, Mangobaum, Jackfruchtbaum, Pappel-Feige – Pipal, Tamarindenbaum). Die nach der Agrarstatistik 2008/9 hauptsächlich angebauten Produkte waren Reis (102.000 ha, Kharif), Weizen (57.000 ha, Rabi), und Mais (15.000 ha, Rabi), sowie Mangos (12.896 ha) und Kartoffeln (7.500 ha).